# Marvin Loback
Marvin Loback, parfois cité Marvin Lobach, est un acteur américain né le 21 novembre 1896 à Tacoma (État de Washington), et mort le 18 août 1938 à Los Angeles (Californie).

## Filmographie
- 1916 : His Lying Heart de Ford Sterling
- 1917 : A Bachelor's Finish de John Francis Dillon
- 1918 : The Geezer of Berlin de Arthur D. Hotaling
- 1919 : La Petite Dame d'à côté (The Speakeasy) de F. Richard Jones
- 1920 : Fickle Fancy d'Erle C. Kenton
- 1920 : The Star Boarder de James Davis
- 1921 : Hands Off de George Marshall
- 1921 : Hard Knocks and Love Taps de Roy Del Ruth
- 1922 : Gymnasium Jim de Roy Del Ruth
- 1922 : Ma and Pa de Roy Del Ruth
- 1922 : Newly Rich de Charley Chase
- 1922 : On Patrol de Roy Del Ruth
- 1922 : Try, Try Again de Ray Grey
- 1923 : Heavy Seas de Fred Guiol
- 1923 : Jailed and Bailed de J. A. Howe
- 1923 : Join the Circus de George Jeske
- 1923 : Nip and Tuck de Roy Del Ruth
- 1923 : One of the Family de Percy Pembroke
- 1923 : The Smile Wins de George Jeske
- 1923 : Le Héros de l'Alaska (The Soilers) de Ralph Ceder
- 1923 : White Wings de George Jeske
- 1924 : Black Oxfords de Del Lord
- 1924 : Flickering Youth d'Erle C. Kenton
- 1924 : Love's Sweet Piffle de Edgar Kennedy
- 1924 : Off His Trolley de Eddie Cline
- 1924 : Smithy de George Jeske
- 1924 : The Cat's Meow de Roy Del Ruth
- 1924 : Le Gagnant du grand prix (Zeb vs Paprika) de Ralph Ceder
- 1925 : A Rainy Knight de Lloyd Bacon
- 1925 : Bashful Jim de Eddie Cline
- 1925 : Breaking the Ice de Alfred Santell
- 1925 : Don't Tell Dad de Gilbert Pratt
- 1925 : Good Morning, Madam! de Lloyd Bacon
- 1925 : Good Morning, Nurse! de Lloyd Bacon
- 1925 : He Who Gets Smacked de Lloyd Bacon
- 1925 : Isn't Love Cuckoo? de Lloyd Bacon
- 1925 : Take Your Time! de Lloyd Bacon
- 1925 : Tame Men and Wild Women de Marcel De Sano
- 1925 : The Beloved Bozo de Eddie Cline
- 1925 : The Plumber de Eddie Cline
- 1925 : The Window Dummy de Lloyd Bacon
- 1926 : A Harem Knight de Gilbert Pratt
- 1926 : A Hollywood Hero de Harry J. Edwards
- 1926 : A Yankee Doodle Duke de Charles Lamont
- 1926 : Funnymooners de Lloyd Bacon
- 1926 : Hooked at the Altar de Wesley Ruggles
- 1926 : Hot Cakes for Two de Alf Goulding
- 1926 : Masked Mamas de Del Lord
- 1926 : Meet My Girl de Lloyd Bacon
- 1926 : The Ghost of Folly de Eddie Cline
- 1926 : The Prodigal Bridegroom de Lloyd Bacon
- 1926 : Wandering Willies de Del Lord
- 1926 : Wide Open Faces de Lloyd Bacon
- 1927 : A Small Town Princess de Eddie Cline
- 1927 : Cured in the Excitement de Del Lord
- 1927 : French Fried de Arvid E. Gillstrom
- 1927 : Mad Scrambles de Arvid E. Gillstrom
- 1927 : Mitt the Prince de James Davis
- 1927 : Pass the Dumplings de Larry Semon
- 1927 : Peaches and Plumbers de Eddie Cline
- 1927 : Smith's Customer de Lloyd Bacon
- 1928 : A Dumb Waiter de Harry J. Edwards
- 1928 : A Gallant Gob de Arvid E. Gillstrom
- 1928 : Sweeties de Arvid E. Gillstrom
- 1929 : Girl Crazy de Alf Goulding
- 1929 : The New Halfback de Mack Sennett
- 1930 : Sugar Plum Papa de Mack Sennett
- 1931 : A Poor Fish de Mack Sennett
- 1931 : Cowcatcher's Daughter de Babe Stafford
- 1931 : Dance Hall Marge de Mack Sennett
- 1931 : Hold 'Er Sheriff de Mack Sennett
- 1931 : In Conference d'Eddie Cline
- 1931 : One Yard to Go de William Beaudine
- 1931 : Slide, Speedy, Slide de Babe Stafford
- 1931 : The All-American Kickback de Del Lord
- 1931 : The Bride's Mistake de Earl Rodney
- 1931 : The Cannonball de Del Lord
- 1931 : The Great Pie Mystery de Del Lord
- 1931 : The Pottsville Palooka de A. Leslie Pearce
- 1932 : False Impressions de A. Leslie Pearce : Baron Vanderlitz
- 1932 : Hatta Marri de Babe Stafford
- 1932 : Heavens! My Husband! de Babe Stafford
- 1932 : Shopping With Wifie de Babe Stafford
- 1932 : Speed in the Gay Nineties de Del Lord : le maire
- 1932 : The Spot on the Rug de Babe Stafford : un inspecteur de police
- 1933 : Don't Play Bridge With Your Wife de A. Leslie Pearce
- 1933 : Sing, Bing, Sing de Babe Stafford : Barnes
- 1933 : The Plumber and the Lady de Babe Stafford : Jones, l'associé de Fawcett
- 1933 : The Singing Boxer de A. Leslie Pearce
- 1935 : Uncivil Warriors (en) de Del Lord : un Colonel